# Kudreave, Ohtîrka
Kudreave (în ucraineană Кудряве) este un sat în comuna Vîsoke din raionul Ohtîrka, regiunea Sumî, Ucraina.

## Demografie
Componența lingvistică a localității Kudreave
     Ucraineană (91,72%)
     Rusă (7,66%)
     Alte limbi (0,63%)
Conform recensământului din 2001, majoritatea populației localității Kudreave era vorbitoare de ucraineană (91,72%), existând în minoritate și vorbitori de rusă (7,66%).